# Roberts Zīle

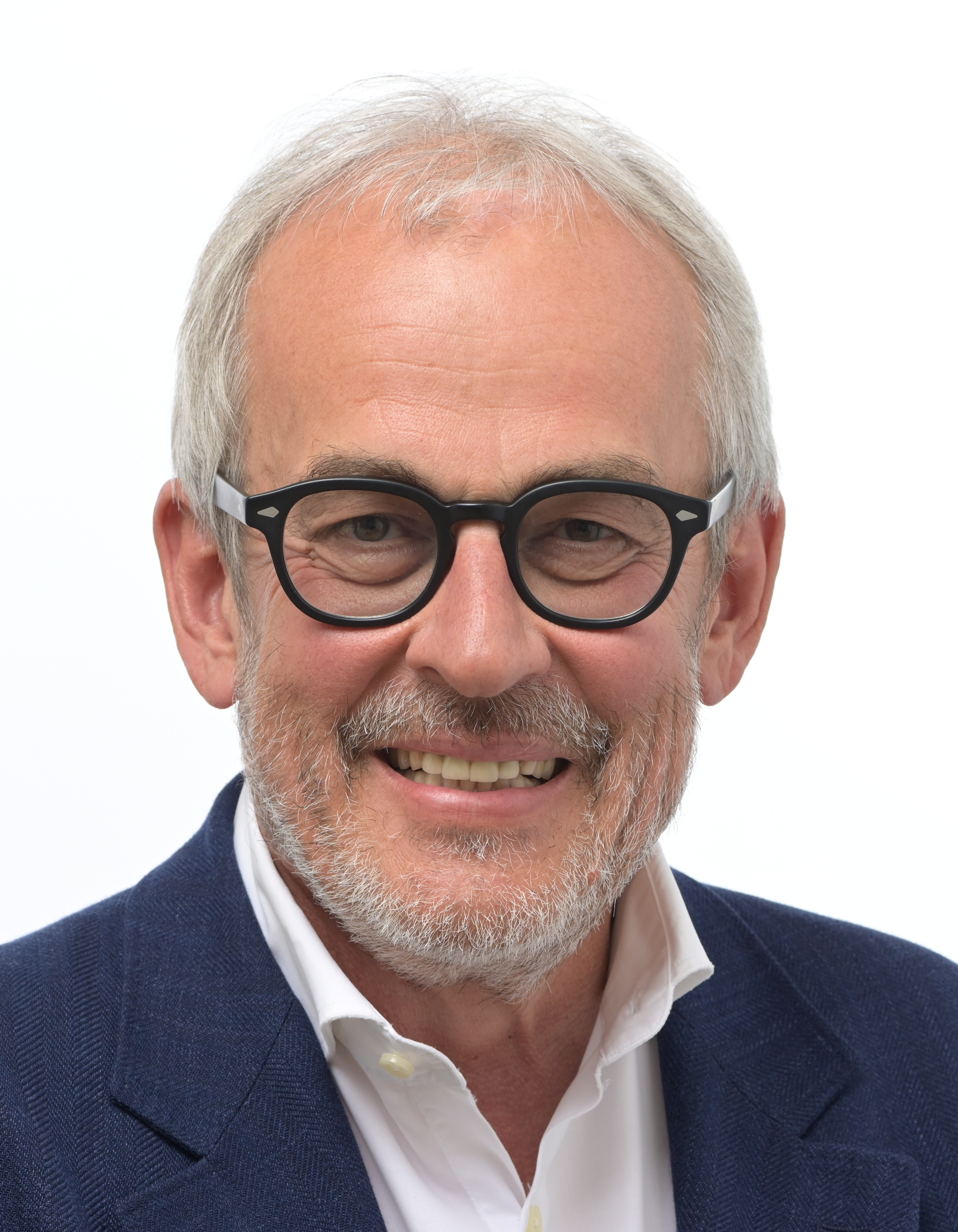
Roberts Zīle (2024)

Roberts Zīle (* 20. Juni 1958 in Riga) ist ein lettischer Wirtschaftswissenschaftler und Politiker der Partei Tēvzemei un Brīvībai/LNNK. Seit 2006 war er deren Parteivorsitzender. Er ist ehemaliger Finanzminister und Minister für Kommunikation seines Landes. Seit 2004 ist er Mitglied des Europäischen Parlaments. Im Januar 2022 wurde er zu einem der 14 Vizepräsidenten des EU-Parlaments gewählt.

## Leben

### Ausbildung
Roberts Zīle besuchte in Riga die Sekundarschule Nr. 25 und absolvierte 1981 ein Studium der Wirtschaftswissenschaften an der Universität Lettlands. 1997 promovierte er in Wirtschaftswissenschaften an der Lettischen Landwirtschaftlichen Universität in Jelgava.

### Politische Laufbahn
Während der 1990er-Jahre war Zīle Mitglied des Stadtrats von Riga. 1995 wurde er zu einem der Rigenser Abgeordneten in der 6. Saeima gewählt. Von 1997 bis 1998 diente er als Finanzminister im Kabinett von Guntars Krasts. Unter den Ministerpräsidenten Vilis Krištopans, Andris Šķēle, und Andris Bērziņš war er Staatssekretär für Internationalen Handel und Finanzinstitutionen. Einars Repše machte ihn von 2002 bis 2004 zu seinem Minister für Kommunikation. Anschließend wechselte er als Abgeordneter ins Europaparlament nach Brüssel. Bei den Wahlen 2006 zur 9. Saeima war Zīle Kandidat der Tēvzemei un Brīvībai/LNNK für das Amt des Ministerpräsidenten.
Bei der Europawahl 2009 war er Spitzenkandidat seiner Partei und zog ins Europäische Parlament ein. Nachdem TB/LNNK zuvor Teil der Fraktion Union für ein Europa der Nationen gewesen war, schloss sie sich nach deren Auseinanderbrechen den Europäischen Konservativen und Reformisten (EKR) an. Zīle wurde in die Leitung der neuen Fraktion berufen und war Mitglied des Ausschusses für Verkehr und Fremdenverkehr und in der Delegation für die Beziehungen zur Volksrepublik China. Stellvertreter war er im Ausschuss für Wirtschaft und Währung, in der Delegation im Gemischten Parlamentarischen Ausschuss EU-Chile und in der Delegation in der Parlamentarischen Versammlung Europa-Lateinamerika. Auch bei den Europawahlen 2014, 2019 und 2024 konnte er für die Nacionālā apvienība „Visu Latvijai!“ – „Tēvzemei un Brīvībai/LNNK“, als Nachfolgepartei der TB/LNNK, jeweils einen Parlamentssitz gewinnen.
Zīle gehört zu den 89 Personen aus der Europäischen Union, gegen die Russland im Mai 2015 ein Einreiseverbot verhängt hat.